# Рамазан Йозджан
Вижте пояснителната страница за други личности с името Рамазан.
Рамазан Йозджан (на турски: Ramazan Özcan) е роден на 28 юни 1984 г. в Хоенемс, Австрия. Той е австрийски футболист от турски произход и играе за националния отбор на страната.

## Статистика
- 86 мача и 0 гола за СК Аустрия Лустенау (2003 – 2006)
- 2 мача и 0 гола за ФК Ред Бул Залцбург (2006 – 2007)
- 16 мача и 0 гола за ТШГ 1899 Хофенхайм (2008-настояще)